# Клаудіо Раньєрі
Клаудіо Раньєрі (італ. Claudio Ranieri, нар. 20 жовтня 1951, Рим) — італійський футболіст, захисник. По завершенні ігрової кар'єри — тренер.
Найкращий тренер світу 2016 року за версією ФІФА, нагороджений на Параді зірок ФІФА.

## Ігрова кар'єра

### «Рома»
Вихованець футбольної школи клубу «Рома». Дорослу футбольну кар'єру розпочав 1972 року в основній команді того ж клубу, в якій провів два сезони, взявши участь лише у 6 матчах чемпіонату.

### «Катандзаро»
Своєю грою за цю команду привернув увагу представників тренерського штабу клубу «Катандзаро», до складу якого приєднався 1974 року. Відіграв за команду з Катандзаро наступні вісім сезонів своєї ігрової кар'єри. Більшість часу, проведеного у складі «Катандзаро», був основним гравцем захисту команди.

### Закінчення кар'єри
Протягом 1982–1984 років захищав кольори «Катанії».
Завершив професійну ігрову кар'єру у клубі «Палермо», за команду якого виступав протягом 1984–1986 років.

## Кар'єра тренера
Розпочав тренерську кар'єру відразу ж по завершенні кар'єри гравця, 1986 року, очоливши тренерський штаб клубу «Вігор Ламеція».
Наступним клубом в його тренерській кар'єрі стала «Путеолана». Але справжнє ім'я як тренер він собі зробив в «Кальярі», яке він вивів з Серії С1 в Серію А.
У 1991 році Раньєрі прийшов у «Наполі», де пропрацював 2 роки, але так нічого й не виграв.
У 1993 році Клаудіо став тренером «Фіорентини», яка грала в Серії В. У свій перший сезон «фіалки» повернулися в елітний дивізіон, а в 1996 році клуб переміг в Кубку і Суперкубку Італії.
З 1997 до 1999 року Раньєрі працював з іспанською «Валенсією». За цей час клуб домігся участі в Лізі чемпіонів і переміг в Кубку Іспанії.
Наступний сезон він відпрацював в «Атлетіко», але особливої слави не знайшов і незабаром був звільнений.
У 2007 році Раньєрі був запрошений в туринський «Ювентус», який повернувся в Серію А, на місце Дідьє Дешама, і команда під його керівництвом зайняла третє місце в перший же рік. У сезоні 2008/09 «Ювентус» виступав нестабільно, і 18 травня 2009 року Раньєрі був відсторонений від посади головного тренера туринського клубу, який займав на той момент, 3-тє місце в Серії А. 16 серпня того ж року Раньєрі розірвав контракт з «Ювентусом», отримавши гроші на термін до закінчення договору.
2 вересня 2009 року Раньєрі був призначений головним тренером «Роми». Контракт підписаний строком на 2 роки. За підсумками сезону 2009/10 в Серії А «Рома» посіла 2-е місце, до останнього туру борючись з майбутнім переможцем турніру «Інтером», якому в свою чергу програла на домашньому стадіоні у фіналі Кубку Італії цього ж сезону. У червні 2010 року «Рома» запропонувала Раньєрі продовжити контракт до 2013 року з заробітною платою в 2 млн євро на рік.
20 лютого 2011 року подав у відставку, незабаром після того, як його підопічні, ведучи по ходу матчу з рахунком 0:3, в підсумку поступилися «Дженоа» 4:3. Примітно, що за день до цього він заявляв, що з поста головного тренера римлян йти не збирається. 21 лютого 2011 року офіційно розірвав контракт з римським клубом за обопільної згоди.
22 вересня 2011 року був призначений головним тренером міланського «Інтернаціонале». Контракт був підписаний строком на 2 роки. Але вже 26 березня 2012 року міланський «Інтер» офіційно повідомив про відставку головного тренера Клаудіо Раньєрі. Наставник, який очолив "нерадзуррі" вже по ходу цього чемпіонату, був звільнений після поразки в Серії А від «Ювентуса» на «Ювентус Стедіум» (0:2). Наступником Раньєрі став тренер молодіжного складу «Інтера» Андреа Страмаччоні
В Монако з 2012 року. В першому сезоні витягнув команду з Ліги 2. В Лізі 1 Монако зайняло друге місце, попри це Кліудіо не зміг зберегти своє місце роботи. 20 травня 2014 року віце-президент Монако повідомив, що клуб вирішив закінчити співпрацю з головним тренером команди.У 2014 році покинув клуб і очолив збірну Греції. Проте 15 листопада того ж року був звільнений з поста збірної через серію невдалих результатів, одним з яких була поразка від команди Фарерських островів. 
Влітку 2015 року очолив англійський «Лестер Сіті». Під керівництвом італійського спеціаліста команда, що лише роком раніше повернулася після десятирічної перерви до англійської Прем'єр-ліги і попередній сезон провела у боротьбі за збереження місця в «еліті», від самого початку сезону 2015-16 почала демонструвати впевнену гру і позитивні результати. У 13-му турі «Лестер» уперше опинився на першому рядку турнірної таблиці, згодом декілька разів поступався лідерством, проте після повернення на перше місце у чемпіонських перегонах по результатах 23 туру вже нікому не дозволив себе наздогнати і 2 травня 2016 року, за два тури до завершення турніру, уперше в своїй історії став чемпіоном Англії. 23 лютого, після невдалих результатів у Прем'єр Лізі, де «Лестер» опустився до боротьби за виживання, керівництво клубу звільнило Раньєрі. 
У червні 2017 року стало відомо, що Раньєрі став головним тренером французького «Нанта». Спрівпраця італійського спеціаліста із цим клубом протривала один сезон, по завершенні якого він залишив Францію.
14 листопада 2018 року утретє за тренерську кар'єру очолив англійську команду, якою цього разу став «Фулгем». З приходом італійця на тренерський місток результати лондонців не покарщилися і вже 28 лютого наступного року Раньєрі був звільнений здобувши з «Фулгемом» лише три перемоги у 17 матчах.
8 березня того ж 2019 року повернувся до своєї рідної «Роми». За час, що лишався до завершення сезону, не зміг забезпечити «вовкам» місце у зоні Ліги чемпіонів і влітку того ж року залишив Рим.
У жовтні 2019 року прийняв пропозицію очолити «Сампдорію», яка на той час знаходилася на останньому місці у Серії A.
У жовтні 2021 року Клаудіо Раньєрі став головним тренером «Вотфорда». Утім вже 24 січня 2022 року керівництво клубу звільнило італійського спеціаліста через незадовільні результати — команда на той час перебувала у зоні вильоту із Прем'єр-ліги. 

## Титули і досягнення

### Як тренера
- Володар Кубка Італії (1):

«Фіорентіна»: 1995-96
- Володар Суперкубка Італії з футболу (1):

«Фіорентіна»: 1996
- Володар Кубка Іспанії з футболу (1):

«Валенсія»: 1998-99
- Переможець Кубка Інтертото (1):

«Валенсія»: 1998
- Володар Суперкубка УЄФА (1):

«Валенсія»: 2004
- Чемпіон Англії (1):

«Лестер Сіті»: 2015-16